# Edward Sarul
Edward Sarul (* 16. November 1958 in Nowy Kościół, Polen) ist ein ehemaliger polnischer Kugelstoßer. 
Nachdem Sarul bei den Europameisterschaften 1982 mit 19,19 m den elften Platz im Kugelstoßen erreicht hatte, wurde das Jahr 1983 der Höhepunkt seiner Karriere. Am 31. Juli 1983 stellte er mit 21,68 m seine persönliche Bestleistung und den bis 2009 gültigen polnischen Landesrekord auf. Dann wurde dieser von Tomasz Majewski verbessert. Am 7. August im Finale der Weltmeisterschaften in Helsinki stieß er 21,39 m weit und schlug damit Ulf Timmermann aus der DDR um 23 Zentimeter.
Nach dem Olympiaboykott 1984 kam Sarul nie in die Weltspitze zurück. Bei den Halleneuropameisterschaften 1986 wurde er noch einmal Fünfter mit 19,73 m.
Sarul ist 1,95 m groß und wog zu Wettkampfzeiten 117 kg.